# Brother Where You Bound

De albumhoes van Brother Where You Bound lijkt sterk op deze afbeelding, met vijf gekleurde figuren die de evolutie van de mens uitbeelden.

Brother Where You Bound is het achtste studioalbum van Supertramp en het eerste zonder medeoprichter Roger Hodgson.
Na de uitgave van het album ...Famous Last Words... in 1982 en de bijbehorende toer verliet hij in 1983 de band om verder als soloartiest aan de weg te timmeren. Rick Davies schreef alle muziek en liedteksten van dit album, dat A&M Records in mei 1985 uitgaf, tweeënhalf jaar na de voorganger. De muziek werd opgenomen in de studio's Ocean Way Recording en The Backyard Studio in Californië. David Kershenbaum verzorgde de muzikale productie. De liedjes "Cannonball", "Better Days" en "Still in Love" werden als singles uitgebracht.

## Nummers
1. Cannonball (7:38)
2. Still in Love (4:36)
3. No Inbetween (4:36)
4. Better Days (6:15)
5. Brother Where You Bound (16:30)
6. Ever Open Door (3:06)

## Bezetting
- Rick Davies - keyboard, zang
- John Helliwell - saxofoon
- Bob Siebenberg - drums
- Dougie Thomson - basgitaar

Overig personeel
- Brian Banks - synclavier
- Cha Cha - achtergrondzang op "Still in Love"
- David Gilmour - gitaarsolo op "Brother Where You Bound"
- Scott Gorham - gitaar op "Brother Where You Bound"
- Anthony Marinelli - synclavier
- Marty Walsh - gitaar op "Cannonball", "Still in Love", "Better Days" en "Brother Where You Bound"
- Doug Wintz - trombone op "Cannonball"
- Scott Page - fluit op "Better Days" en "Brother Where You Bound"
- Gary Chang - synthesizer (Fairlight & PPG)

## Hitnoteringen
| Land             | Hoogste positie | Aantal weken in de hitlijst |
| ---------------- | --------------- | --------------------------- |
| Zwitserland      | 2               | 20                          |
| Noorwegen        | 6               | 6                           |
| Zweden           | 7               | 6                           |
| Oostenrijk       | 13              | 12                          |
| Verenigde Staten | 21              | 22                          |